# Monotype
Monotype Imaging, Inc es una compañía de diseño de tipografías (o type foundry, en inglés) responsable de muchas innovaciones en la tecnología de la impresión —en particular la primera máquina de composición tipográfica completamente mecánica: Monotype— y en el diseño y producción de tipografías en los siglos XIX y XX. Su producto más conocido es la fuente tipográfica Times New Roman.

## Historia
Lanston Monotype Machine Company fue fundada por Tolbert Lanston en Filadelfia en el año 1887. Lanston había patentado un método mecánico de troquelar los caracteres de metal desde tiras finas de metal que se colocaban en una matriz de impresión. En 1896 Lanston patentó la primera máquina tipográfica de metal calentado y Monotype publicó su primera tipografía, Modern Condensed. 
En la búsqueda de inversores, la compañía abrió una filial en Londres el año 1897 bajo el nombre de Lanston Monotype Corporation Ltd. En 1899 se construyó una nueva fábrica en Salfords cerca de Redhill en Surrey donde se ha situado por más de un siglo. La compañía es de un tamaño suficiente para tener su propia estación de ferrocarril.
En 1999, Agfa-Compugraphic adquirió Monotype Corporation, que se renombró a Agfa Monotype. A finales de 2004, después de seis años bajo Agfa Corporation, Monotype fue adquirido por TA Associates, una firma de inversión privada de Boston. La empresa se convirtió en Monotype Imaging, enfocándose en los negocios tradicionales de la compañía.
Monotype ha sido la primera compañía en producir una versión digital del alfabeto Urdu. 